# Gartenstadt Atlantic
Gartenstadt Atlantic (Ville de jardins Atlantic) est un lotissement de 50 maisons situé dans le quartier berlinois de Gesundbrunnen. Il est construit dans les années 1920 par l'éditeur Karl Wolffsohn (de) d'après les plans de l'architecte Rudolf Fränkel, à proximité immédiate de la gare de Berlin Gesundbrunnen (au coin des rues Behmstraße et Bellermannstraße).

## Histoire
L'ensemble constitue un exemple significatif de ce qu'on  appelé « logement de réforme » à Berlin. Inspiré de la cité-jardin à l'anglaise, on se détourne alors des grands bâtiments casernes du XIXe siècle pour privilégier des appartements lumineux avec vue sur de grandes cours. Le complexe résidentiel est installé au milieu du quartier industriel d'origine, les espaces verts se trouvent principalement dans les cours intérieures entre les maisons.
Le cœur du complexe était le Lichtburg, situé sur la Behmstrasse, l'un des plus beaux exemples de modernisme classique de la capitale allemande et un important complexe de divertissement à Berlin dans les années 1920. En plus des salles de danse, il comportait un hôtel et un grand cinéma de 2000 places, le premier cinéma sonore d'Allemagne.
Sa situation géographique en bordure du secteur français, près du secteur soviétique, conduit au lent déclin du quartier après la fin de la Seconde Guerre mondiale. Après la construction du mur de Berlin, le Lichtburg est fermé en 1962 et utilisé pendant quelques années comme dépôt de blé et de conserves pour le département d'économie du Sénat. Il est démoli en 1970.
Le complexe de bâtiments restant est classé monument historique en 1995 et entièrement rénové entre 2001 et 2005 par le cabinet d'architecture berlinois bfstudio-architekten pour le compte de Michael Wolffsohn (en), qui avec sa famille a hérité du bâtiment de son grand-père Karl Wolffsohn. Avant la rénovation, le taux de vacance était d'environ 30 %, après la rénovation, il faut s'inscrire sur liste d'attente.
le 23 juin 2016, une stèle d'information sur Karl Wolffsohn est érigée à l'occasion du 100e anniversaire et une cérémonie a lieu, à laquelle 20 parents de cinq générations de la famille Wolffsohn sont présents.

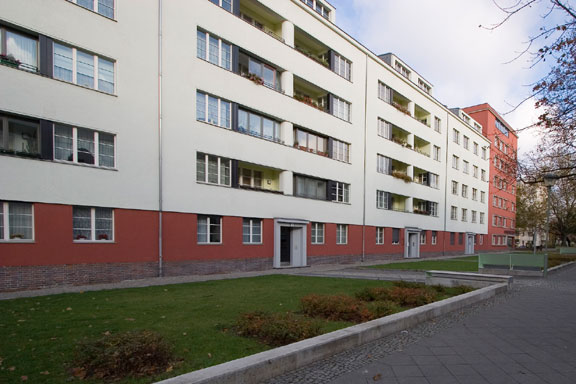
Gartenstadt, rue Behmstraße.
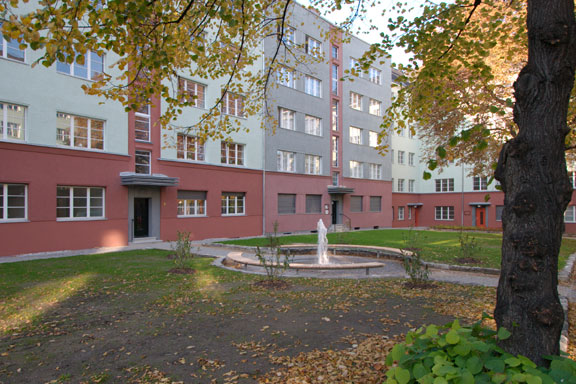
Cour avant, après la rénovation du bâtiment.
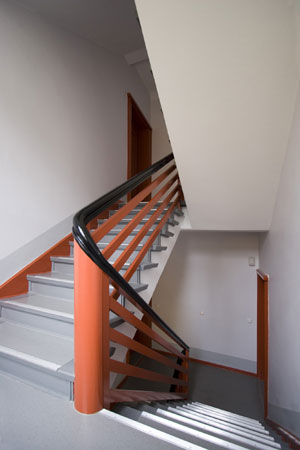
Cage d'escalier après réfection.

## Fondation Lichtburg

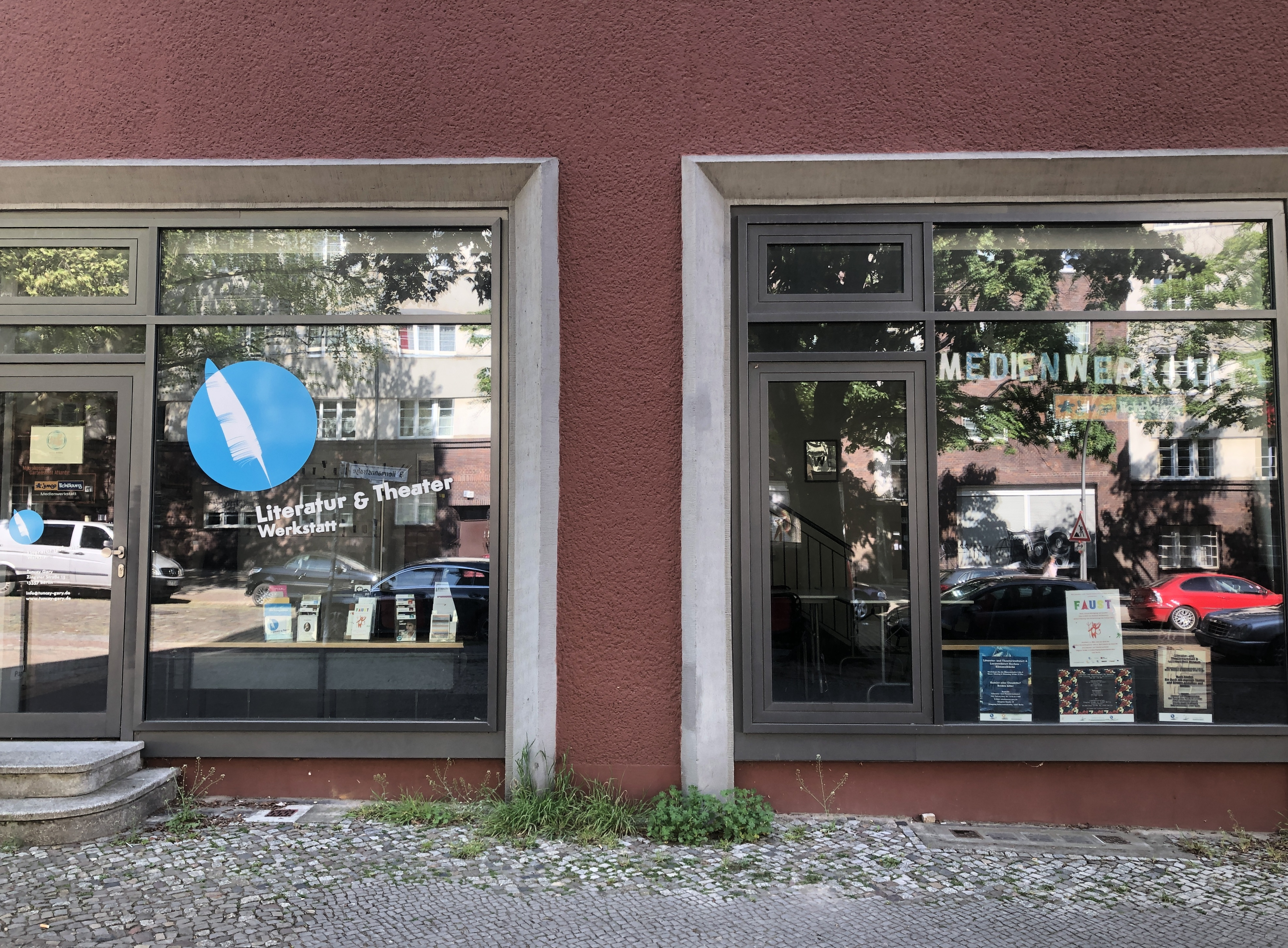
L'atelier littérature et théâtre et l'atelier média en 2020.

Avec la Fondation Lichtburg, Michael Wolffsohn et son épouse Rita ont fondé une institution qui intègre et promeut les institutions culturelles et artistiques de la cité-jardin, ainsi que des entreprises commerciales et des prestataires liés à la médecine. L'établissement dispose des équipements suivants :
- forum de Lichtburg,
- musée du son,
- Jeune Lichtburg,
- atelier d'apprentissage physique magique,
- atelier littérature et théâtre,
- atelier d'apprentissage cuisine,
- musée de l'atelier d'apprentissage,
- atelier d'apprentissage de la nature.

## Distinctions
- 2004 : Récompense au concours Le meilleur concept pour vivre en centre-ville par la Living City Foundation
- 2006-2009 : Patronage de la Commission allemande pour l'UNESCO pour la « Journée mondiale de la diversité culturelle »
- 2017 : le titre de Professeur d'Université de l'année est décerné à Michael Wolffsohn, professeur émérite d'histoire moderne à l'Université de la Bundeswehr à Munich.

## Anciens résidents connus
- Le footballeur Hanne Sobeck (en)[5].
- L'homme politique Eberhard Diepgen [6].
- L'artiste Nan Hoover.
- L'artiste Günther Uecker y avait un studio.